# راهبه قاتل
راهبه قاتل (انگلیسی: Killer Nun) با نام اصلی قتل‌های خواهرراهبه (ایتالیایی: Suor Omicidi) یک فیلم ترسناک سودجویی جنسی ایتالیایی است که در سال۱۹۷۹ منتشر شد. این فیلم بر اساس داستان واقعی سسیل بومبیک، راهبه بلژیکی میانسالی است که در سال ۱۹۷۷ در یک بیمارستان سالمندان در وِتِـرِن در بلژیک مرتکب تعدادی قتل زنجیره‌ای شد.

## گزیدهٔ بازیگران
- آنیتا اکبرگ
- جو دالساندرو
- آلیدا والی
- لو کاستل
- ماسیمو سراتو
- لارا نوچی
- نرینا مونتانیانی
- پائولا مورا